# The Salesman (phim 2016)
The Salesman (tiếng Ba Tư: فروشنده Forushande) là một bộ phim chính kịch của Iran sản xuất năm 2016 do Asghar Farhadi đạo diễn. Bộ phim đã được tham gia tranh cử giải Cành cọ vàng tại Liên hoan phim Cannes 2016. Tại Cannes, Shahab Hosseini đã đoạt giải Nam diễn viên chính xuất sắc nhất, trong khi Asghar Farhadi thắng giải Kịch bản hay nhất. Bộ phim cũng giành chiến thắng ở hạng mục Phim ngoại ngữ hay nhất tại lễ trao giải Oscar lần thứ 89.

## Nội dung
The Salesman kể về câu chuyện của cặp vợ chồng trẻ Emad và Rana, những người đóng vai chính trong một vở kịch địa phương Death of a Salesman của Arthur Miller. Trong khi đó, mối quan hệ của họ bắt đầu nảy sinh vấn đề khi chuyển đến một căn nhà mới, nơi sinh sống trước đây của một người phụ nữ bị cáo buộc hành nghề mại dâm.

## Diễn viên
- Nguồn:[7]

- Shahab Hosseini vai Emad
- Taraneh Alidoosti vai Rana
- Babak Karimi vai Babak
- Farid Sajadhosseini vai Người đàn ông
- Mina Sadati vai Sanam
- Maral Bani Adam vai Kati
- Mehdi Koushki vai Siavash
- Emad Emami vai Ali
- Shirin Aghakashi vai Esmat
- Mojtaba Pirzadeh vai Majid
- Sahra Asadollahi vai Mojgan
- Ehteram Boroumand vai Bà Shahnazari
- Sam Valipour vai Sadra

## Đón nhận
Bộ phim đã đón nhận những khen ngợi từ giới phê bình. The Salesman được chấm một quả cà chua "tươi" 100% trên trang web phê bình Rotten Tomatoes dựa trên 10 đánh giá với số điểm trung bình là 6.3/10. Trên trang Metacritic, cũng dựa trên 10 bài đánh giá phim nhận được số điểm trung bình khá cao là 75%.
Owen Gleiberman viết trong tạp chí Variety, "Bộ phim mới từ Asghar Farhadi, vị đạo diễn Iran bậc thầy của A Separation và The Past, là một viên ngọc cắt tinh vi khác của sự hồi hộp chân thực". Bài đánh giá của Donald Clarke từ The Irish Times nói rằng "Bộ phim mới nhất từ Asghar Farhadi cho thấy một gia đình khác bị đặt dưới áp lực sau một cuộc tấn công bạo lực. Jo-Ann Titmarsh trên HeyUGuys viết, "Asghar Farhadi từng chinh phục khán giả và các nhà phê bình với A Separation năm 2011. Mặc dù bộ phim tiếp theo đặt bối cảnh trên đất Pháp là The Past ít thành công hơn, nhưng bộ phim mới nhất của vị đạo diễn người Iran lại rất dễ đoán trước. Trong khi thiếu tính dữ dội của A Separation, đây vẫn là một tác phẩm thông minh và thú vị".